# محافظة موساشي
محافظة موساشي (武蔵国)كانت إحدى مقاطعات اليابان والتي تضم اليوم مدينة طوكيو ومعظم محافظة سايتاما وجزء من محافظة كاناغاوا ، ومقاطعات شيموتسوكي.

خريطة المقاطعات اليابانية مع إبراز المقاطعات

كانت موساشي أكبر مقاطعة في منطقة كانتو .

## تاريخ
كانت موساشي عاصمتها القديمة في فوتشو الحديثة طوكيو ، ومعبدها الإقليمي باسم كوكوبونجي طوكيو. بحلول فترة سينغوكو ، كانت المدينة الرئيسية هي إيدو والتي أصبحت المدينة المركزية في شرق اليابان. كانت قلعة إيدو المقر الرئيسي لتوكوغاوا إيه-ياسو  قبل معركة سيكيغاهارا وأصبحت المدينة المركزية في اليابان خلال فترة إيدو حيث أعيدت تسميتها بطوكيو خلال فترة استعراش مييجي .
تم تعيين هيكاوا جينجا كمزار الشنتو الرئيسي ( ايتشينوميا ) في المقاطعة ؛  وهناك العديد من الأضرحة الفروع.
أعطت المقاطعة اسمها لسفينة حربية موساشي من الحرب العالمية الثانية .